# Comte d'Arundel
Pour les articles homonymes, voir Arundel.
Le titre de comte d'Arundel, dans la pairie d'Angleterre, est le plus ancien titre de comte existant, et peut-être le plus ancien titre existant dans les pairies britanniques. Il est actuellement tenu par le duc de Norfolk, et il est utilisé comme titre de courtoisie par son héritier présomptif.

## Histoire du titre
Ce titre fut créé la première fois vers 1141 pour le baron anglo-normand Guillaume d'Aubigny. Jusqu'au milieu du XIIIe siècle, les comtes étaient aussi fréquemment connus en tant que comte de Sussex, jusqu'à ce que cet usage tombe en désuétude. À peu près au même moment, le titre passa à la famille d'origine bretonne FitzAlan, une plus ancienne branche de ce qui allait devenir la Maison Stuart, qui plus tard régna sur l'Écosse.
Le dernier possesseur du titre, Henry FitzAlan, fut impliqué dans le complot de Ridolfi pour mettre Marie Ire d'Écosse, de la Maison Stuart, sur le trône anglais. Il fut placé en détention pour le reste de sa vie. À la suite de l'exécution de Marie d'Écosse, le rosaire et le livre de prière qu'elle portait dans ses derniers instants fut remis à ce FitzAlan. Ils sont toujours parmi les reliques des Arundel que détiennent les ducs de Norfolk aujourd'hui.
Une tradition voudrait que le possesseur du château d'Arundel soit automatiquement fait comte d'Arundel, et ceci fut formellement confirmé par le roi Henri VI. Toutefois, cette tradition n'a pas toujours été respectée. Certains des Lords d'Arundel ne furent jamais reconnus comme comtes durant leur vie, mais sont néanmoins pris en compte ici. D'autres sources peuvent ne pas prendre en compte certains des comtes listés ici, d'autres peuvent considérer qu'il y eut plusieurs créations.
Les Aubigny de la première création sont numérotés de 1 à 5. Cette lignée, et par conséquent cette création s'éteint avec Hugh d'Aubigny. Le titre fut recréé en 1289 pour Richard FitzAlan (1267-1302), l'arrière-petit-fils d'Isabelle d'Aubigny, qui avait épousé John FitzAlan. Richard devrait donc être le 1er comte d'Arundel de la seconde création, toutefois les FitzAlan et les Howard revendiquent une numérotation différente, agissant comme si le grand-père et le père de Richard FitzAlan avait été comtes, ce qui implique que le titre ne se serait pas éteint, mais aurait été transmis. Bien que quelques chercheurs aient utilisé cette numérotation, il n'existe aucune preuve que John FitzAlan († 1267) ait utilisé ce titre. Au contraire, en 1258 il est appelé Lord d'Arundel et en 1266 John Fitzalan de Arundel.
À la mort de Thomas FitzAlan, le 5e (ou 12e) comte, en 1415, son cousin John FitzAlan était son plus proche héritier masculin. Il fut donc convoqué au parlement sous le titre comte d'Arundel l'année suivante. Toutefois, Thomas de Mowbray, 1er duc de Norfolk, qui avait épousé la fille aînée du 12e comte, revendiqua l'héritage. La dispute ne fut pas réglée de leur vivant, mais l'héritier de John FitzAlan l'emporta.
M.A. Tierney, dans son étude sur les comtes d'Arundel parue en 1834, maintient que les premiers comtes d'Arundel furent les Montgommery. Roger de Montgommery, 1er comte de Shrewsbury, fut l'un des « généraux » de Guillaume le Conquérant, et reçut le rape d'Arundel et la ville de Chichester, avec charge à lui d'y construire un château fort. Montgommery est considéré comme le créateur de la motte castrale toujours existante aujourd'hui, et qui fut créée pour surveiller le fleuve côtier Arun. Roger et ses deux fils sont considérés par beaucoup comme les premières incarnations de ce comté et de ce titre, mais ne sont pas comptés parmi les comtes.
À la mort du 12e (ou 19e) comte en 1580, le titre passa à Philip Howard, le fils du duc de Norfolk Thomas Howard et de Mary FitzAlan. Comme son père, le jeune comte fut bientôt déshonoré pour complot contre la reine Élisabeth Ire, et le titre ne fut restauré qu'à la suite de l'accession au trône de Jacques Ier. Le 16e (ou 23e) comte reçut le titre restauré de duc de Norfolk en 1660, et depuis, le titre a toujours appartenu aux ducs de Norfolk.

## Première création (1141)
- 1141-1176 – 1er : Guillaume d'Aubigny († 1176), fut comte de Lincoln (1139-1140) ;
- 1176-1193 – 2e : Guillaume d'Aubigny († 1193). Fils du précédent ;
- 1193-1221 – 3e : Guillaume d'Aubigny († 1221). Fils du précédent ;
- 1221-1224 – 4e : Guillaume d'Aubigny (en) († 1224). Fils du précédent ;
- 1224-1243 – 5e : Hugues d'Aubigny (en) (1215-1243). Fils du précédent.

Le titre s'éteint (normalement) faute de descendant mâle.
Pour les FitzAlan :
- 1264-1267 – 6e : John FitzAlan (en) († 1267), lord d'Arundel ;
- 1267-1272 – 7e : John FitzAlan (en) (1246-1272) ;
- 1272-1289 – 8e : Richard FitzAlan (en) (1267-1302).

## Deuxième création (1289)
- 1289-1302 – 1er : Richard FitzAlan (en) (1267-1302) ;
- 1302-1326 – 2e : Edmond FitzAlan (1285-1326). Titre confisqué en 1326. Exécuté ;
- 1331-1376 – 3e : Richard FitzAlan (1313-1376). Titre restauré en 1331 ;
- 1376-1397 – 4e : Richard FitzAlan (1346-1397), 9e comte de Surrey. Titre confisqué en 1397. Exécuté ;
- 1400-1415 – 5e : Thomas FitzAlan (en) (1381-1415), 10e comte de Surrey. Titre restauré en 1400 ;
- 1415-1421 – 6e : John  FitzAlan (en) (1385-1421), 3e baron d'Arundel. Cousin du précédent ;
- 1421-1435 – 7e : John FitzAlan (1408-1435) ;
- 1435-1438 – 8e : Humphrey FitzAlan (1429-1438) ;
- 1438-1487 – 9e : William FitzAlan (1417-1487) ;
- 1487-1524 – 10e : Thomas FitzAlan (1450-1524) ;
- 1524-1544 – 11e : William FitzAlan (1476-1544) ;
- 1544-1580 – 12e : Henry FitzAlan (1512-1580) ;
- 1580-1589 – 13e : Philip Howard (1557-1595). Titre confisqué en 1589 ;
- 1604-1646 – 14e : Thomas Howard (1585-1646), 4e comte de Surrey, 1er de Norfolk. Restauré en 1604 ;
- 1646-1652 – 15e : Henry Howard (1608-1652), 5e comte de Surrey, 2e de Norfolk ;
- 1652-1677 – 16e : Thomas Howard (1628-1677), 6e comte de Surrey. Restauré au titre de duc de Norfolk en 1660.

Pour la suite, voir duc de Norfolk